# Adam Hafter
Adam Hafter (Weinfelden, 10 maart 1834 - Zürich, 24 augustus 1914), was een Zwitsers politicus. Hij was de vader van Ernst Hafter.

## Biografie
Adam Hafter studeerde van 1849 tot 1852 aan de kweekschool te Kreuzlingen. Daarna was hij van 1852 tot 1855 hulpleraar aan het Landbouwinstituut Eberhard bij Mategnin in het kanton Genève. Van 1855 tot 1856 was hij hulpleraar aan het weeshuis van de stad Zürich. Hierna studeerde hij van 1855 tot 1857 landbouwkunde. Van 1857 tot 1870 was hij leraar aan landbouwscholen Kreuzlingen (1857-1864), Muri (1864-1868) en Strickhof (1868-1870). Hierna was hij van 1870 tot 1877 directeur van de landbouwschool te Strickhof. Van 1882 tot 1912 leidde hij de brouwerij in Üetliberg (Zürich-Wiedikon).
Adam Hafter deed in 1872 zijn intrede in de politiek toen hij voor de Liberale Partij in de Kantonsraad van Zürich werd gekozen. Van 1877 tot 1882 was hij lid van de Regeringsraad van het kanton Zürich.
Van 1870 tot 1884 was hij hoofdredacteur van de krant, Zurcher Bauern (hij was medeoprichter van die krant). Van 1879 tot 1889 was hij voorzitter van de Kantonnale Landbouwvereniging.
Adam Hafter was in 1882 voorzitter van de Regeringsraad van Zürich (dat wil zeggen regeringsleider van het kanton Zürich). Hij was van 1893 tot 1895 lid van de gemeenteraad van de stad Zürich.
Adam Hafter overleed op 80-jarige leeftijd.